# Церква Різдва Пресвятої Богородиці (Підзамочок)
Церква Різдва Пресвятої Богородиці в Підзамочку — парафія і храм Бучацького благочиння Тернопільської єпархії Православної церкви України в селі Підзамочок Чортківського району Тернопільської области.

## Історія церкви
Храм у селі Підзамочок був збудований у першій половині XX століття як невеликий римсько-католицький костел. За словами старожилів, багато заможних польських родин вінчалися в ньому, називаючи його «убогою каплицею».
Під час війни святиня вціліла, але в 1947 році поляків виселили з села, а на їхнє місце переселили українців з Лемківщини. У радянські часи приміщення храму використовувалося як магазин.
У 1990—1991 роках святиню відновили та зареєстрували як православний храм Різдва Пресвятої Богородиці Київського Патріархату (нині ПЦУ).

## Парохи
- Анатолій Сидоренко,
- Богдан Дзюбанчин (з 1991).